# Changpo, Hainan
Changpo är en köpinghuvudort i Kina. Den ligger i provinsen Hainan, i den södra delen av landet, omkring 83 kilometer söder om provinshuvudstaden Haikou. Antalet invånare är 44 326. Befolkningen består av 21 204 kvinnor och 23 122 män. Barn under 15 år utgör 18,0 %, vuxna 15-64 år 69 %, och äldre över 65 år 11,0 %.
Närmaste större samhälle är Qionghai, 18,7 km sydväst om Changpo. Omgivningarna runt Changpo är en mosaik av jordbruksmark och naturlig växtlighet.
Genomsnittlig årsnederbörd är 2 298 millimeter. Den regnigaste månaden är september, med i genomsnitt 397 mm nederbörd, och den torraste är januari, med 27 mm nederbörd.